# Цюань-жуны
Цюань-жуны, цюаньжуны, цюаньи, хуньи, куньи (кит. 犬戎) — древнее племя, одно из ответвлений жунов. Проживали вдоль северо-западных границ китайских царств, занимая территории современной провинции Шэньси. Этногенетически связаны с древними монгольскими и тибето-бирманскими народами.

## Этноним
Название «цюань-жуны» с китайского буквально переводится как «собаки-жуны». В переводе «Шань хай цзина» цюань-жуны названы собаками-воинами. Жуны и ди причиняли немало бедствий жителям древнего Китая, возможно, поэтому их называли «цюаньжуны», «собачьи жуны», «собачье племя». Ван Говэй считал, что жуны и ди — это не самоназвания, а китайские наименования для данных племён. В названии «собаки-жуны», как полагают другие исследователи, отражены истоки монгольских тотемических родов нохой (нохос) и шоно (чонос).
Цюань-жуны также назывались цюаньи или куньи (хуньи). Упоминаются в Хань шу, в Чжу-шу цзи нянь и других древних книгах.

## История
Как предполагает Мэн Вэнь-тун, первые правители наследственного владения Цинь, возникшего в X—IX веках до н. э., были выходцами из племени цюаньжунов. Цюаньжуны сыграли значительную роль в истории Китая периода Западного и Восточного Чжоу. Усиленную борьбу против племени цюаньжунов вёл Му-ван, пятый правитель династии Чжоу (X в. до н. э.). По свидетельству «Го-юй», Му-ван принудил цюаньжунов поднести четыре белых волка и четыре белых оленя, прибегнув к вооруженной силе. В связи с тем что действия Му-вана нарушали установленную систему «пяти повинностей», цюаньжуны в дальнейшем перестали являться ко двору Чжоу. При Чжао-ване, отце Му-вана, началось ослабление власти дома Чжоу. Этот процесс еще более усилился при Му-ване, чему в значительной степени способствовали войны с цюаньжунами.
В 771 г. до н. э. цюаньжуны оказали помощь Шэньхоу в свержении Ю-вана, двенадцатого правителя династии Чжоу. Дочь Шэнь-хоу была старшей женой Ю-вана, а её сын И-цзю — законным наследником. Увлекшись наложницей Бао-сы, Ю-ван отстранил законную жену и лишил И-цзю права наследовать престол. Это вызвало протест со стороны Шэнь-хоу, который совместно с цюаньжунами напал на Ю-вана и убил его в 771 г. до н. э. Убив Ю-вана, Шэнь-хоу возвел на престол И-цзю, лишенного в свое время права наследования и известного в истории под титулом Пин-вана. Однако в дальнейшем цюаньжуны стали противникам нового правителя.
На помощь Пин-вану, которому угрожали цюаньжуны, пришел циньский правитель Сян-гун. В 770 г. до н. э., теснимый цюаньжунами, Пин-ван перенес столицу на восток в Лои, а бывшие чжоуские земли к западу от горы Ци пожаловал циньскому Сян-гуну, которому для осуществления своих прав предстояло изгнать оттуда цюаньжунов. Переезд Пин-вана на восток открывает период, известный в истории под названием Чунь-цю (Период Вёсен и Осеней). Годы правления Пин-вана 771—720 гг. до н. э.
В 5-й главе «Исторических записок» эти же события излагаются несколько иначе и с большими подробностями. Циньский правитель Сян-гун помог Пин-вану отразить нападение цюаньжунов, затем он охранял его во время переезда в Лои. В благодарность за помощь Пин-ван возвел Сян-гуна в ранг чжухоу и пожаловал ему земли к западу от горы Ци, находившиеся в то время в руках цюаньжунов. Через пять лет Сян-гун, приступив к осуществлению пожалованных ему прав, напал на цюаньжунов и дошел до гор Ци. Во время похода Сян-гун умер, в связи с чем цюаньжуны были окончательно изгнаны только при его сыне Вэнь-гуне.

## Этническая принадлежность
А. С. Шабалов в отношении как древних жунов, так и собственно цюань-жунов придерживается мнения, что данные народы были монголоязычны. Согласно Н. Я. Бичурину, цюань-жуны — одно из древних монгольских поколений. Л. Л. Викторова в числе племён и народов, генетически связанных с монголами, упоминает цюань-жунов, шань-жунов, бэйди и дунху. Согласно другой точке зрения, в Период Сражающихся царств цюань-жуны говорили на тибето-бирманских языках. Цяны, как полагает ряд исследователей, являются потомками цюань-жунов.
Согласно китайской историографической традиции, цюань-жуны отождествляются с такими племенами как сюньюй, чуньвэй, гуйфан, сяньюнь, жун, шань-жун, бэйди, хунну. Сыма Цянь, автор «Ши цзи», самую раннюю историю таких племён, как сюньюй, шань-жун, сяньюнь связывал с периодом правления «Пяти Древних Императоров». Эти племена, по «Ши цзи», существовали уже до времен государей Тана (Тан Яо) и Юя (Юй Шунь), т. е. не позднее XXIV в до н. э. Н. Я. Бичурин, в свою очередь, считал, что история монгольских народов началась не позднее XXV в до н. э. В дальнейшем, согласно сообщению Сыма Цяня, в XVIII веке до  н. э. принц павшего царства Ся по имени Шунь-вэй и его подданные ушли в северные степи, встретились там с племенами сюньюй и со временем смешались с ними, приняв кочевой образ жизни.
По мнению Сыма Чжэня, племена, которые в эпоху правления Тана (Тан Яо) и Юя (Юй Шунь) назывались шаньжун или сюньюй; в эпоху Ся стали именоваться чуньвэй (шуньвэй), в эпоху Шан-Инь — гуйфан, в эпоху Чжоу — яньюн (сяньюнь), а к эпохе Хань стали известны под общим именем сюнну (хунну). Жунов и ди (бэйди) шанцы и чжоусцы называли общим именем жунди, а также гуйфан, хуньи, цюаньи, цюаньжун, сюньюй, сяньюн, шань-жун. После периода Чжаньго их также называли ху и сюнну (хунну). Научное обоснование отождествления вышеперечисленных племён дано в трудах Ван Го-вэя. Согласно Н. Я. Бичурину, хуньюй, хяньюнь и хунну — три разные названия одному и тому же народу, известному ныне под названием монголов.
Тюркская теория происхождения хунну является на данный момент одной из самых популярных в мировом научном сообществе. В число сторонников тюркской теории происхождения хуннов входят Э. Паркер, Жан-Пьер Абель-Ремюза, Ю. Клапорт, Г. Рамстедт, Аннемари фон Габайн, О. Прицак и другие. Известный тюрколог С. Г. Кляшторный считал хунну преимущественно тюркоязычными племенами.